# 호그머네이

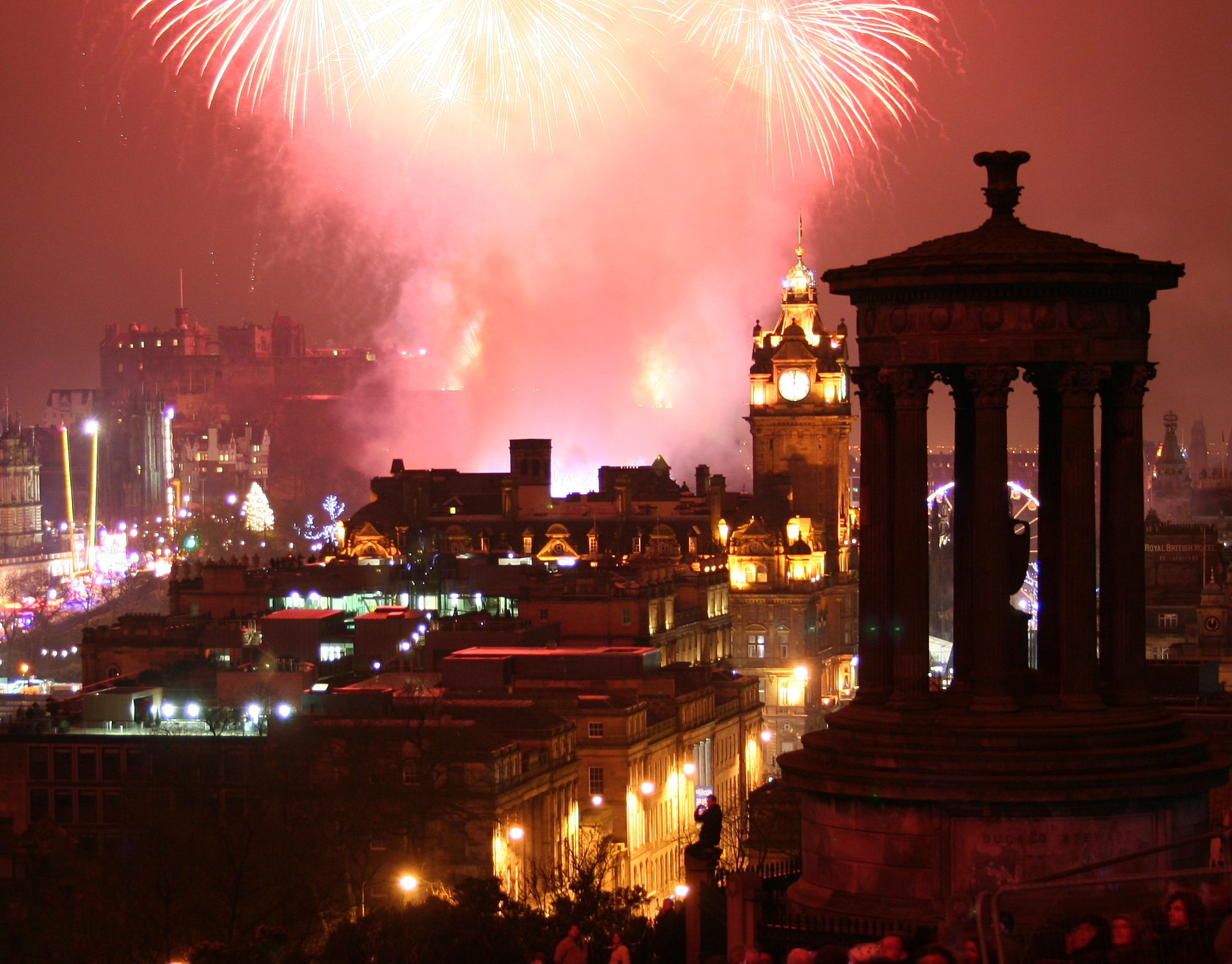
에든버러의 불꽃놀이 축제

호그머네이(Hogmanay)는 스코틀랜드에서 섣달 그믐날을 의미하는 말이다. 일반적으로 섣달그믐날부터 1월 1일 새벽까지 밤새 계속되는 축제를 가리킨다. 이 단어는 스코티쉬 언어로 '마지막 날'이라는 뜻을 가지고 있다. 같은 단어의 다른 뜻으로, 이 말은 스코틀랜드의 뉴이어 축제를 가리키기도 한다. 이 축제는 매년 12월 29일부터 1월 2일까지 스코틀랜드 전역에서 펼쳐진다. 그중 호그머네이 에든버러 축제가 손꼽힌다. 에든버러에서는 이 축제 기간에 뉴타운 일대와 로얄마일에서 펼쳐지는 연극과 콘서트, 각종 공연들을 찾아 볼 수 있다. 행사 중에는 스트리트 파티와 횃불행렬 또한 좋은 볼거리가 된다. 에든버러 호그머네이 축제의 자세한 내용은 http://www.edinburghshogmanay.com 위 사이트를 통해서 더 알 수 있다.

## 어원
호그머네이의 어원은 확실치 않다. 과거 프랑스와의 동맹 (Auld Alliance)을 통해 중세 스코틀랜드에 들어온 것으로 생각되며, 1604년에는 엘긴의 기록에서 hagmany가 언급되고 있다. 프랑스 북부의 방언인 hoguinané에서 유래했다는 설이 가장 확실하다. 그 밖에도, 바이킹이나 노르웨이족에서 기원했다는 설도 있다.

## 하는 것
자정이 되면 새해손님맞이가 시작되는데, 검정머리사람이 첫 손님이면 운이 좋고, 금발이나 빨강머리 손님이면 운이 나쁘다고 한다.